# Val Lavizzara

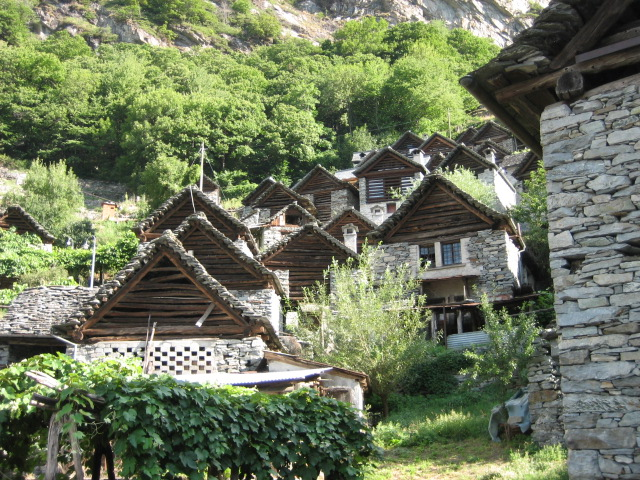
Brontallo im Val Lavizzara

Das Val Lavizzara ist ein Abschnitt des Tals der Maggia im Kanton Tessin in der Schweiz. Der Abschnitt, der Val Lavizzara genannt wird, erstreckt sich ungefähr von Fusio (Gemeinde Lavizzara), wo die Maggia den Lago del Sambuco verlässt, bis Cavergno, wo das eigentliche Valle Maggia beginnt. Das Val Lavizzara ist knapp 15 km lang und weist markante Stufen auf.  Mit dem Val Serenello, dem Val Cocco, dem Val Mala, dem Val Tomé, dem Val di Prato, dem Vall Partús und dem Valle di Peccia besitzt es eine Vielzahl von Seitentälern.
Eine asphaltierte Strasse erschliesst das Tal von Süden.
Der Name des Val Lavizzara leitet sich von einer geologischen Besonderheit ab: dem Vorkommen von Topfsteinen bzw. Lavezsteinen (ital. „Laveggio“ = Topf).